# Formação Tecovas

A Formação Tecovas é uma formação geológica do periodo do Triássico Superior. Entre 154 e 144 milhões de anos atrás localizada no estado do Texas Estados Unidos.